# Scilicet
L'avverbio latino scilicet (forma abbreviata: scil., sc. o sl., da sci(re) licet, letteralmente "è lecito sapere") significa vale a dire, cioè, ma anche s'intende, beninteso.
Scilicet dà una spiegazione parentetica, rimuove un'ambiguità o aggiunge una parola omessa nel testo. In inglese scilicet viene anche letto come "that is", "namely" o "to wit", altrimenti viene pronunciato come tale (/ˈsɪlɨsɛt/ o /ˈskiːlɨkɛt/).
Un'espressione simile è videlicet (forma abbreviata, soprattutto in inglese: viz., letteralmente "è lecito vedere"), che di solito è usato per elaborare o dettagliare il testo che lo precede.
Altra espressione è id est (forma abbreviata: i.e., letteralmente "cioè"), frequentemente usato nel linguaggio tecnico o formale.
Scilicet è anche il nome comunemente usato per designare il vascello che compare nello stemma di Parigi.